# سميران (تشهار دولي)
سمیران (بالفارسية: سمیران) هي قرية تقع في إيران في Chaharduli Rural District. يقدر عدد سكانها بـ 191 نسمة بحسب إحصاء 2016.